# Passeport jaune
Pour les articles homonymes, voir Passeport jaune (homonymie).

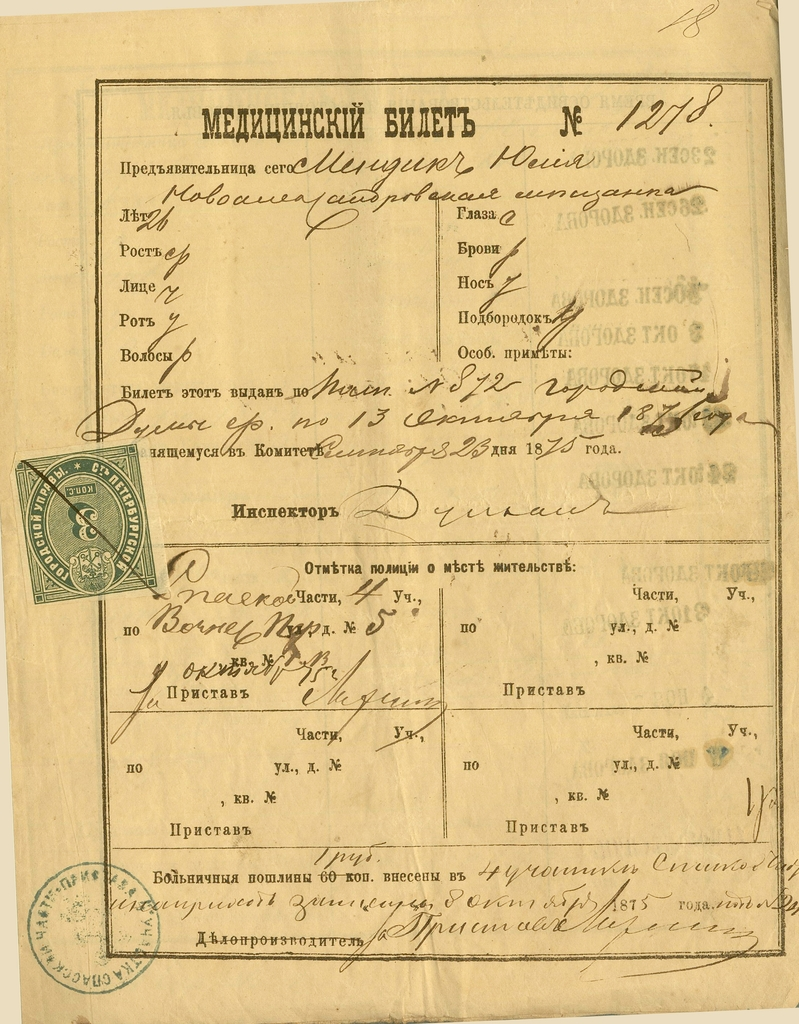
Carte médicale de la prostituée Anna Kohn, du 23 septembre 1875

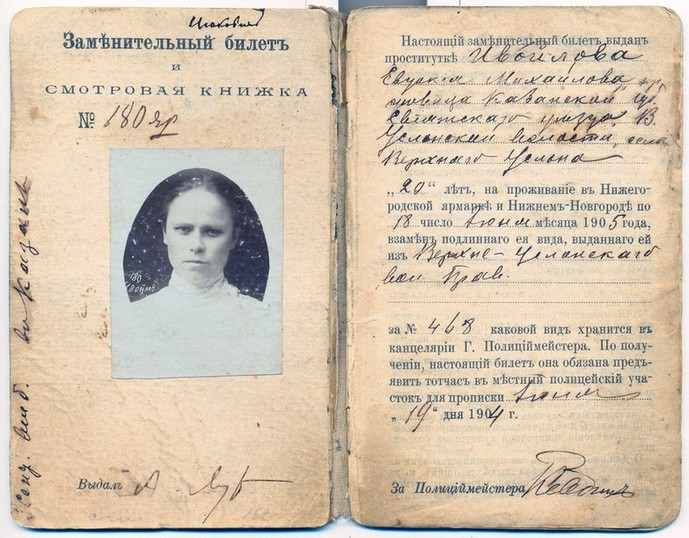
Carte de remplacement d'une prostituée de 1875.

Le passeport jaune, le ticket jaune ou la carte jaune (en russe : жёлтый билет) est une pièce d'identité que devait porter toute prostituée dans l'Empire russe. Le document réunissait les attributs d'une carte d'identité, d'un permis de résidence, d'une autorisation de pratiquer la prostitution et d'un carnet de santé.

## Vocabulaire
Ce document a été appelé le passeport jaune, le ticket jaune ou la carte jaune (russe : жёлтый билет).
Le titre officiel variait : carte médicale (медицинский билет), carte de remplacement (заменительный билет). Le terme « carte de remplacement » s'explique par le fait que quand une prostituée s'enregistrait, elle devait laisser son passeport ou permis de résidence (вид на жительство) au poste de police local et se voyait délivrer un passeport jaune. Le port de ce document était sujet à des examens médicaux réguliers. Cette exigence fut supprimée en 1909. 
Jiolty bilet (« carte jaune ») et jeltobiletnitsa (« porteuse-de-carte-jaune ») sont devenus des euphémismes dans le langage russe pour désigner la prostitution.
Une étymologie traditionnelle est que ce document fut nommé en raison de sa couleur. Une autre explication serait que l'empereur Pavel Ier (1754-1801), connu pour son obsession des uniformes, introduisit un uniforme jaune pour les prostituées.

## Cas des Juives
Au-delà de la prostitution, le passeport jaune jouait un rôle particulier pour certaines femmes juives qui l'échangent contre leurs propres papiers : celui de leur permettre d'habiter hors de la zone de Résidence, qui était la région ouest de l'Empire russe frontalière avec les puissances d'Europe centrale, où les Juifs étaient cantonnés par le pouvoir impérial de 1791 à 1917. Selon des témoins de l'époque, des milliers de femmes juives prirent sur elles d'être stigmatisées et de devoir passer un examen médical bihebdomadaire humiliant dans les postes de police, sans être des prostituées, dans le but d'échapper à la zone de résidence et à sa misère, et de recevoir une meilleure éducation à Moscou ou Saint-Pétersbourg,. 

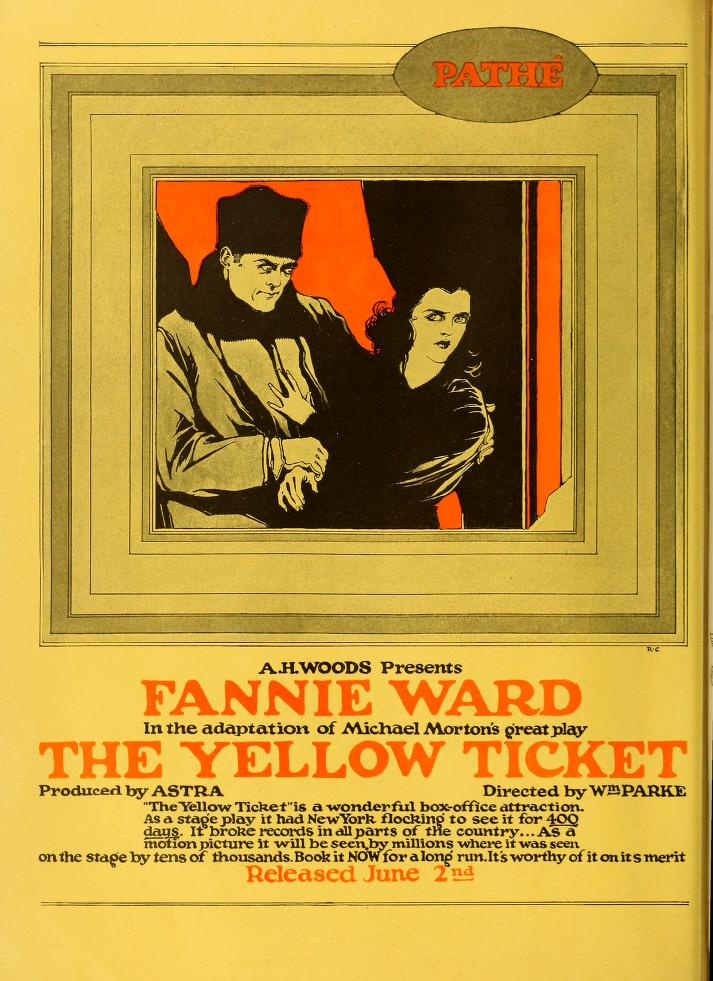
Affiche du film Der gelbe Schein (1918)

Cette situation fut utilisée dans l'intrigue de nombreuses œuvres du début du XXe siècle et particulièrement dans la pièce de Michael Norton jouée à Broadway en 1914 et intitulée The Yellow Ticket, qui fut la base de Le Passeport jaune de Raoul Walsh et de deux films (Czarna Książeczka, 1915; Der Gelbe Schein, 1918) où jouait Pola Negri, future star hollywoodienne. Der Gelbe Schein, restauré, fit l'objet aux États-Unis de ciné concerts avec Alicia Svigals (en).